# Ronald Wayne
Ronald Gerald Wayne (sinh ngày 17 tháng 5 năm 1934) là một công nhân ngành công nghiệp điện tử Mỹ đã nghỉ hưu. Ông đồng sáng lập hãng máy tính Apple (nay là Apple Inc.) với Steve Wozniak và Steve Jobs, cung cấp giám sát hành chính quan trọng cho các liên doanh mới. Ông đã sớm được nhiều tiền, tuy nhiên, đã từ bỏ cổ phần của mình trong công ty mới với tổng số US $2,300.